# Reserva Natural de Pähni
A Reserva Natural de Pähni é uma reserva natural localizada no condado de Võru, na Estónia.
A área da reserva natural é de 278 hectares.
A área protegida foi fundada em 2006 para proteger valiosos tipos de habitat e espécies ameaçadas na aldeia de Pähni (antiga freguesia de Varstu) e na aldeia de Sadramõtsa (freguesia de Rõuge).